# 云贵谷精草
云贵谷精草（学名：Eriocaulon schochianum）为谷精草科谷精草属下的一个种。